# Waldemar Zachrisson
Peter Anders Waldemar Zachrisson, född 25 april 1861 i Kungsbacka, död 12 mars 1924 i Göteborg, var en svensk boktryckare, verksam i Göteborg. Boktryckeri-kalendern gavs ut 1893–1921 av Zachrisson och han lanserade dessutom typsnittet Nordisk antikva. Zachrissons viktiga insatser för att reformera svensk typografi och bokkonst var bland annat inspirerade av William Morris. Han namngav tryckeriföretaget Wezäta AB efter sina initialer. Bildandet av Allmänna svenska boktryckareföreningen kunde ske genom ett "Upprop till Sveriges boktryckare" av Zachrisson den 30 maj 1893. Den 22 oktober 1913 tog Zachrisson initiativet till Göteborgs boktryckareklubb, vars ordförande han också blev. Han var även initiativtagare till Internationella boktryckarekongressen.

## Biografi
Tidigt väcktes Zachrissons kärlek till boktryckarkonsten och i en självbiografi – skriven i tredje person – för julihäftet av Norsk Boktrykkeritidende 1895 berättar han hur han "som gosse erhöll av sin far, gammal i facket såsom bokhandlare och äfven en tid boktryckare, ett litet i Philadelphia inköpt miniatyrtryckeri bestående af en 'ModellWess och nåera stilsatser: [en så kallad Bostonpress] Så primitivt detta lilla Tryckeri än var, var det dock en god skola och framför allt en väckelse till sjelfständighet i arbetet, ty det fanns lyckligtvis ingen att fråga huru det eller det skulle göras. Och ändock trycktes accidenser i färger, särskilt ett aktiebrev i ultramarin!" Fadern Johan Adolf Zachrisson (född 1829) var folkskollärare, bokhandlare, tidningsutgivare, bankdirektör och kommunalfullmäktig, men även boktryckare.
Zachrisson började sin skolgång i Kungsbacka men flyttade tidigt över till Göteborgs högre realläroverk. Här stannade han bara något år men fick under två år undervisning i hemmet. Han började arbeta i yrket vid 14 eller 15 års ålder vid det Granbergska tryckeriet i Göteborg. Därefter fortsatte han hos C.A. Kindvall i Varberg, som fadern varit kompanjon med 1864–1867. Han ansökte 1878 om ett stipendium för yrkesidkare hos Kommerskollegium för utländska studier och en praktikantresa; nyss fyllda 17 år och endast yrkesverksam under ett par år erhöll han det. Zachrisson skrev en omfattande reseskildring från tiden juli 1878 till juli 1881, där han detaljerat beskriver de olika tryckerierna han besöker i städerna: Hamburg, Leipzig, Berlin, Wien, Sankt Petersburg och Helsingfors. Bland andra: Fred Schlotke i Hamburg, Breitkopf & Haertel i Leipzig samt de kungliga och kejserliga etablissemangen i Wien, Berlin och S:t Petersburg. Hof- och Statstryckeriet i Wien var Europas största med 1 000 anställda och världens alla alfabet i sitt stilförråd."
Efter volontärtid i utlandet några år blev Zachrisson faktor vid Sydsvenska Dagbladet. Den 22 januari 1885 anmälde Zachrisson att han skulle bedriva boktryckerirörelse under firmanamnet Wald. Zachrissons Boktryckeri i ett hus inåt gården vid Köpmansgatan 36 i Göteborg; den 21 mars 1902 hade firmanamnet ändrats till Wald. Zachrissons Boktryckeriaktiebolag. Styrelsens första ordförande blev Lars Wåhlin, chef för Göteborgs universitetsbibliotek, med vilket Zachrisson hade goda relationer under hela sin verksamhet.  Tryckeriet anslöts 1924 till Aktiebolaget Sveriges Litografiska tryckerier (Esselte), och den 10 februari 1928 meddelades att man övertagit Wald. Zachrissons Boktryckeriaktiebolag med direktör Bruno Zachrisson som ansvarig. Grunden för Wezäta (efter initialerna Waldemar Zachrisson)-Melin i Göteborg var därmed lagd. På hans grafiska konstanstalt vid Köpmansgatan, som senare fick en filial i Stockholm, arbetade under åren efter sekelskiftet en kosmopolitisk grupp av inkallade kemigrafer: amerikaner, engelsmän, österrikare och tyskar. En av dem var skotten Joseph Hislop som senare bytte bana och blev operasångare. Han har själv berättat hur Zachrisson prövade ett trettiotal aspiranter innan anställningen blev klar. Ett av många bevis för att man var på rätt väg, var då den ansedda grafiska årsboken Penrose's Annual i sitt kräsna urval för årgången 1907-08 återgav inte mindre än sju reproduktioner från Göteborgsfirman."
Den andra publikationen som blev ett viktigt medium för Zachrissons idéer var Wezätas månadshäften. Boktryckaren hade blivit allmänt känd under detta namn som bildats av hans initialer W och Z, och namnet överflyttades därför på företaget. Häftena utkom 1902–1912 med ett kalejdoskopiskt innehåll, och medarbetarna var i huvudsak desamma som i Boktryckerikalendern. Uppsatser om Eleonora Duse, Albrecht Dürer, Carl Milles, Ernst Josephson och Christopher Plantin omväxlade med essäer vilkas ämnesområden exemplifieras med rubriker som Materialets idealitet, Svensk konst och den klassiska linjen eller Några ord om smak. Hela häften ägnades åt personer som William Morris, Arnold Böcklin och Axel Petersson i Döderhult eller åt ämnen som japansk konst och skånsk konstvävnad. Med sitt utförande bevisade de den grafiska teknikens allt högre ståndpunkt. Nästan varje nummer gav prov på något framsteg — en ny metod för reproduktion, nya papperssorter, färger eller tryckförfaranden. Åtskilliga tyska, engelska och amerikanska fackmän och facktidningar uttryckte sin beundran. Föreståndaren för Englands främsta fackskola ansåg resultaten oöverträffade, "not surpassed anywhere in the World".
Redan 1910 förutspådde Zachrisson att "Den framtida utvecklingen inom de grafiska facken kommer att gå genom ljuset och elektriciteten."
Han bildade Allmänna svenska boktryckareföreningen samt var en av initiativtagarna till Svenska Mässan i Göteborg. Tillsammans med arkitekterna Sigfrid Ericson, Hans Hedlund och Ernst Torulf bildade han i februari 1906 Föreningen Konstfliten.
Ett av Zachrissons stora intressen var yrkesundervisningen. Han skrev 1904 "Oändligt mycket är att göra i vårt land för att hos konstnärer och yrkesutövare påvisa vilka rika tillfällen till samarbete mellan konst och industri som förefinnas på snart sagt alla områden."  År 1907 ställde sig Zachrisson bakom inrättandet av Fackskolan för bokindustri vid Slöjdföreningens skola i Göteborg, den senare Konstindustriskolan.
När 500-årsminnet av Johannes Gutenbergs födelse firades år 1900, arrangerade Zachrisson en svensk bokindustriutställning i Göteborg. På hans förslag grundades året därpå Svenskt bokindustrimuseum i Stockholm. Det sista fredsåret 1913 utsände han ett upprop till den första kostnadskongressen för branschen, ett möte som efter kriget ledde till inrättandet av Boktryckarekammaren.
År 1890 står Beda Carlberg som mor/hustru i Zachrissons hushåll. Barn: Bruno Zachrisson och Bror Zachrisson. Familjen bodde 1895 på Storgatan 21.
Gustaf Bondeson (1909-2005) gav 1994 ut en omfattande biografi över Waldemar Zachrisson, understödd av Stiftelsen Albert Ekmans fond: Waldemar Zachrisson: boktryckare: en biografi. Det tog Bondeson nästan sex år att bli klar med boken, som först var tänkt som en doktorsavhandling.
Waldemar Zachrisson har fått en gata i stadsdelen Kålltorp i Göteborg uppkallad efter sig, Zachrissonsgatan (1945).
 Han är begravd på Östra kyrkogården i Göteborg.

## Eftermäle
Ur nekrolog den 23 april 1924:  "-- Men denna förlust drabbar icke endast vår förening eller Göteborgs boktryckare, den drabbar hela den svenska boktryckarekåren, ja, den internationella boktryckarekåren, ty han var känd och aktad långt utanför vårt lands gränser. -- Zachrisson hade i unga år varit ute i världen och insupit den nydaningens luft, som väl ytterst kom från England och den store tänkaren och idealisten John Ruskin. Han kom med nya idéer och uppslag och då han i mars 1886 etablerade sig här i staden var det just efter dessa nya principer han sökte arbeta sig fram. -- Dessutom har han i skrift och tal alltid arbetat för 'den härliga boktryckarkonstens' tekniska och konstnärliga utveckling i vårt land. Ingen förstod som han att entusiasmera och elda till framåtskridande, vi ha honom mycket att tacka för, vi ha honom att minnas som föregångsmannen och nydanaren. Zachrisson var --"

### Utgivare
- Boktryckeri-kalender. Göteborg: Waldemar Zachrissons boktryckeri. 1894-1921. Libris gwv685svdb5dn8km. http://urn.kb.se/resolve?urn=urn:nbn:se:umu:rara-1344